# Köln Falconets
Die Cologne Falconets (zeitweise Köln Falconets) sind die 2007 gegründete Frauenabteilung des American-Football-Clubs Cologne Falcons. Sie tragen ihre Heimspiele auf der Ostkampfbahn im Sportpark Müngersdorf in Köln aus.

## Geschichte
Die Falconetes wurden 2007 gegründet. Nach einer Saison in der Aufbauliga, trat man 2009 erstmals in der Football-Bundesliga an. 2011 zogen sie erstmals in die Playoffs ein. Auch 2012 konnte man die Playoffs erreichen, musste aber nach starken Spielerinnenabgängen den Abstieg in die 2. Bundesliga hinnehmen. Hier gewann man direkt die Meisterschaft. 2017 gewann man die Meisterschaft in der 2. Bundesliga. 2018 trat man wieder in der 1. Liga an. Nach der Zwangspause durch die COVID-19-Pandemie kehrte man 2022 in die 2. DBL zurück, wo man zwei Perfect Seasons in Folge spielte. 2023 gewann man im Halbfinale, musste das Finalspiel gegen die Schwäbisch Hall Unicorns Women jedoch aufgrund zu vieler Verletzungen absagen.
2024 trat man in der Frauenregionalliga NRW an, wo man erneut eine perfekte Saison spielte.
Zur Saison 2025 vollzogen die Falconets die Rückkehr in die 2. Bundesliga, die German Football League Women 2.

## Saisonbilanzen
| Jahr   | Liga   | Pl.                                          | Sp.                                          | S                                            | U                                            | N                                            | Punkte                                       | Punkte                                       | Punkte                                       | |
| Jahr   | Liga   | Pl.                                          | Sp.                                          | S                                            | U                                            | N                                            | +                                            | −                                            | Diff.                                        | Play-offs |
| ------ | ------ | -------------------------------------------- | -------------------------------------------- | -------------------------------------------- | -------------------------------------------- | -------------------------------------------- | -------------------------------------------- | -------------------------------------------- | -------------------------------------------- | --- |
| 2009   | DBL    | 4.                                           | 6                                            | 0                                            | 0                                            | 6                                            | 46                                           | 224                                          | −178                                         | – |
| 2010   | DBL    | 4.                                           | 6                                            | 0                                            | 0                                            | 6                                            | 34                                           | 242                                          | −208                                         | – |
| 2011   | DBL    | 3.                                           | 6                                            | 2                                            | 0                                            | 4                                            | 58                                           | 107                                          | −49                                          | VF: Niederlage vs. Crailsheim Hurricanes (10:46)                                                                |
| 2012   | DBL    | 2.                                           | 8                                            | 5                                            | 0                                            | 3                                            | 155                                          | 130                                          | +25                                          | VF: Niederlage vs. Düsseldorf Blades (14:58)                                                                    |
| 2013   | DBL2   | 1.                                           | 3                                            | 3                                            | 0                                            | 0                                            | 72                                           | 12                                           | +60                                          | HF: Sieg vs. München Rangers L. (46:13) F: Sieg vs. Stuttgart Scorpions Sisters (36:6)                          |
| 2014   | DBL2   | 2.                                           | 4                                            | 2                                            | 0                                            | 2                                            | 70                                           | 75                                           | −5                                           | HF: Niederlage vs. Kiel Baltic Hurricanes L. (0:9)                                                              |
| 2015   | DBL2   | 2.                                           | 10                                           | 8                                            | 0                                            | 2                                            | 264                                          | 100                                          | +164                                         | HF: Niederlage vs. Mainz Golden Eagles L. (6:48)                                                                |
| 2016   | DBL2   | 2.                                           | 8                                            | 5                                            | 0                                            | 3                                            | 248                                          | 162                                          | +86                                          | HF: Sieg vs. Bochum Miners (40:34) F: Niederlage vs. Mülheim Shamrocks (0:40)                                   |
| 2017   | DBL2   | 1.                                           | 6                                            | 6                                            | 0                                            | 0                                            | 250                                          | 14                                           | +236                                         | VF: Sieg vs. Hannover Grizzlies L. (54:0) HF: Sieg vs. Bochum Miners (36:6) F: Sieg vs. Cologne Ronin L. (44:0) |
| 2018   | DBL    | 2.                                           | 6                                            | 5                                            | 0                                            | 1                                            | 86                                           | 25                                           | +61                                          | HF: Niederlage vs. Berlin Kobra L. (14:27)                                                                      |
| 2019   | DBL    | 2.                                           | 6                                            | 3                                            | 1                                            | 2                                            | 83                                           | 65                                           | +18                                          | HF: Niederlage vs. Berlin Kobra L. (10:19)                                                                      |
| 2020   | DBL    | Saisonabbruch aufgrund der COVID-19-Pandemie | Saisonabbruch aufgrund der COVID-19-Pandemie | Saisonabbruch aufgrund der COVID-19-Pandemie | Saisonabbruch aufgrund der COVID-19-Pandemie | Saisonabbruch aufgrund der COVID-19-Pandemie | Saisonabbruch aufgrund der COVID-19-Pandemie | Saisonabbruch aufgrund der COVID-19-Pandemie | Saisonabbruch aufgrund der COVID-19-Pandemie | Saisonabbruch aufgrund der COVID-19-Pandemie                                                                    |
| 2021   | DBL    | Saisonabsage aufgrund der COVID-19-Pandemie  | Saisonabsage aufgrund der COVID-19-Pandemie  | Saisonabsage aufgrund der COVID-19-Pandemie  | Saisonabsage aufgrund der COVID-19-Pandemie  | Saisonabsage aufgrund der COVID-19-Pandemie  | Saisonabsage aufgrund der COVID-19-Pandemie  | Saisonabsage aufgrund der COVID-19-Pandemie  | Saisonabsage aufgrund der COVID-19-Pandemie  | Saisonabsage aufgrund der COVID-19-Pandemie                                                                     |
| 2022   | DBL2   | 1.                                           | 8                                            | 8                                            | 0                                            | 0                                            | 286                                          | 8                                            | +278                                         | keine Play-offs                                                                                                 |
| 2023   | DBL2   | 1.                                           | 8                                            | 8                                            | 0                                            | 0                                            | 360                                          | 62                                           | +298                                         | HF: Sieg vs. Hannover Grizzlies L. (30:6) F: Niederlage vs. Schwäbisch Hall Unicorns W. (0:20)                  |
| 2024   | RL NRW | 1.                                           | 10                                           | 10                                           | 0                                            | 0                                            | 346                                          | 8                                            | +338                                         | keine Play-offs                                                                                                 |
| 2025   | GFLW2  | 4.                                           | 8                                            | 3                                            | 0                                            | 5                                            | 174                                          | 226                                          | −52                                          | – |
| Gesamt | Gesamt | Gesamt                                       | 93                                           | 58                                           | 1                                            | 34                                           | 2.186                                        | 1.452                                        | +734                                         | |